# 葡萄溝

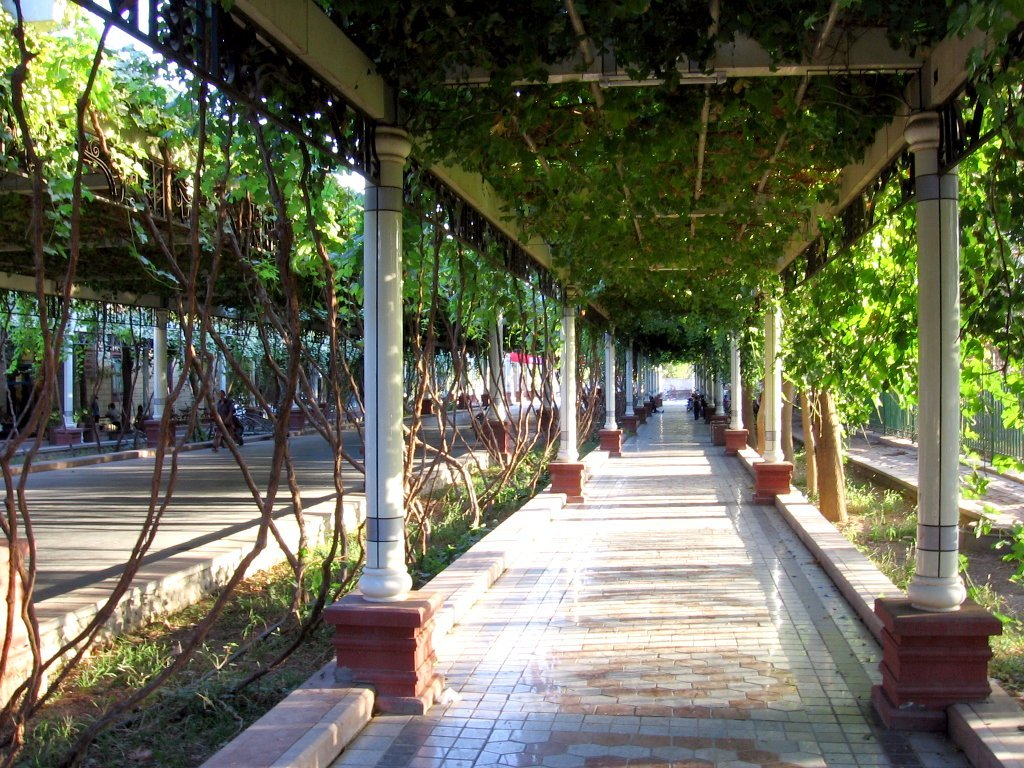
トルファンの葡萄溝旅行者施設のブドウ棚。

葡萄溝（ぶどうこう、中国語: 葡萄沟、英語: Grape Valley）は、中華人民共和国の新疆ウイグル自治区のトルファン市高昌区にあるブドウや他の果物を育てている地域である。市中心部から東へ約10キロメートルのところにあり、幅約600～2000m、長さは約8キロメートルに及ぶ。中国の5A級観光地（2007年認定）。
トルファンは乾燥地帯であり、天山山脈からの川や地下のカレーズなどを水源として使ってブドウやその他の果物を育ててきた長い歴史がある。葡萄溝は火焔山の西側の渓谷で、布依魯克川が雪解け水を運んでいる。マーナイツ（馬奶子）というタネなしブドウでも知られる。また、レーズンやその他の干し果物も売っている。